# Malé Zálužie
Malé Zálužie (Hongaars: Újlacska) is een Slowaakse gemeente in de regio Nitra, en maakt deel uit van het district Nitra.
Malé Zálužie telt 271 inwoners.